# Nella, principessa coraggiosa
Nella, principessa coraggiosa (Nella the Princess Knight) è un cartone animato nordamericano-irlandese creato da Christine Ricci. La serie andò in onda il 6 febbraio 2017 come anteprima ufficiale su Nickelodeon e debuttò il primo maggio dello stesso anno su Nick Jr. in Australia e il 6 maggio su Treehouse TV in Canada. In Italia andò in onda per la prima volta dal 19 giugno 2017 su Nick Jr. ed è stato riproposto nell'estate 2018 su Cartoonito dal venerdì alla domenica all'interno de Le Fiabe di Cartoonito.

## Trama
La storia parla di una bambina di nome Nella che riesce a trasformarsi in una Principessa Cavaliere, grazie all'aiuto del suo ciondolo magico. Nella ricorrerà al suo potere e al suo grande coraggio per aiutare la sua famiglia e il regno di Castel Sicuro ad affrontare molti pericoli. Ma non sarà sola, ad aiutarla nelle sue numerose avventure ci saranno i suoi nobili amici: Trinket (il cavallo di Nella); Sir Garrett e Clod (il cavallo di Garrett).

## Personaggi

### Protagonisti
- Principessa Nella
- Trinket
- Sir Garrett
- Clod

## Doppiatori
| Personaggi principali | Voce originale | Voce italiana             |
| --------------------- | -------------- | ------------------------- |
| Principessa Nella     | Akira Golz     | Giulia Maniglio           |
| Sir Garrett           | Micah Gursoy   | Annalisa Longo            |
| Trinket               | Samantha Hanh  | Tiziana Martello          |
| Clod                  | Matthew Gumley | Alessandro Pili           |
| Re Padre              | Ty Jones       | Alessandro Maria D'Errico |
| Regina Madre          | Jessica Paquet | Tania De Domenico         |
| Principessa Norma     | Courtney Shaw  | Giada Bonanomi            |
| Esercito di Cavalieri | Tyler Bunch    | Marco Balzarotti          |
| Willow                | Maya Tanida    | Beatrice Caggiula         |
| Sir Blaine            | Kobi Frumer    | Marcella Silvestri        |

## Episodi
| Stagione         | Episodi | Prima TV originale | Prima TV Italia |
| ---------------- | ------- | ------------------ | --------------- |
| Prima stagione   | 48      | 2017-2018          | 2017-2018       |
| Seconda stagione | 20      | 2018-2021          | 2018-2020       |

## Canzoni
I cantanti che hanno interpretato la sigla e le canzoni della serie animata sono Alessandra Bordiga, Angela di Gerlando, Bogdan Chiorean, Ylenia Sciusco e Nicoletta Tiberini.